# Bristol 407
Bristol 407-411 är en serie personbilar, tillverkade av den brittiska biltillverkaren Bristol Cars mellan 1961 och 1976.

## Bakgrund
I slutet av femtiotalet var Bristol Aeroplane Company på väg att slukas av jätten BAC. I samband med detta knoppades biltillverkningen av i ett eget företag, Bristol Cars. Samtidigt var Bristols BMW-baserade motor mogen för avlösning. Företagsledningen såg inte att man hade resurser att ta fram en egen motor. Därför vände man sig till Chrysler för att köpa V8-motorer med tillhörande automatlådor.

## Bristol 407 (1961-63)
Bristol 407 var den första bil som togs fram inom det nya företaget och den första med Chrysler-motor. Karossen hämtades oförändrad från företrädaren 406. Chassit moderniserades med skruvfjädrar i framvagnen. Det är i princip samma chassi som används ännu på dagens modeller.

## Bristol 408 (1963-65)
Bristol 408 fick en mer konventionell kylargrill och dubbla strålkastare.
1965 kom 408 Mk II med större motor.

## Bristol 409 (1965-67)
Bristol 409 fick förbättrade hjulupphängningar.

## Bristol 410 (1967-69)
Bristol 410 fick en mer aerodynamisk front och förbättrade bromsar.

## Bristol 411 (1969-76)
Bristol 411 fick en större motor. 1972 fick bilen en ny front.

## Motor
| Modell        | Motor             | Cylindervolym | Effekt | Bränslesystem   |
| ------------- | ----------------- | ------------- | ------ | --------------- |
| 407-408       | 8-cyl V-motor ohv | 5130 cm³      | 250 hk | Enkel förgasare |
| 408 Mk II-410 | 8-cyl V-motor ohv | 5211 cm³      | 250 hk | Enkel förgasare |
| 411           | 8-cyl V-motor ohv | 6277 cm³      | 335 hk | Enkel förgasare |

## Bilder

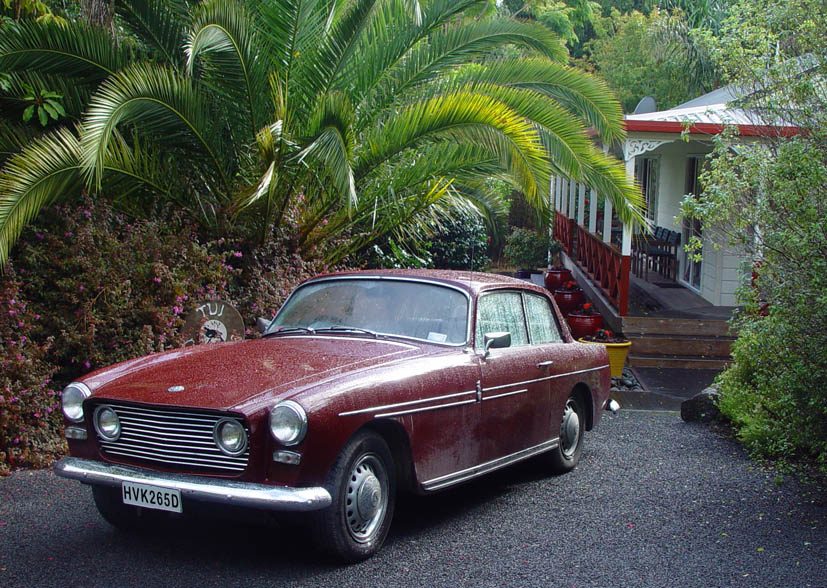
Bristol 409
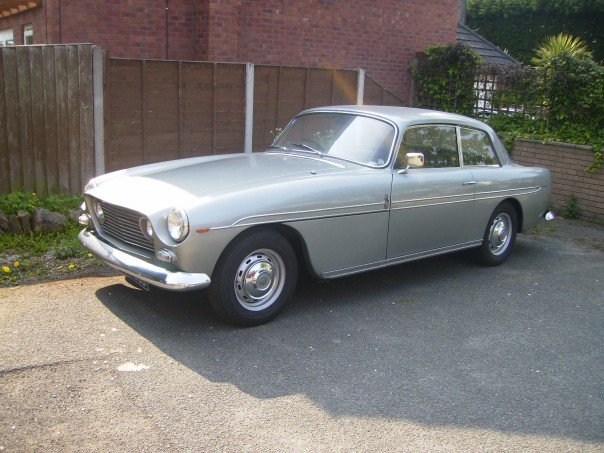
Bristol 410

## Tillverkning[1]
| Modell | Antal |
| ------ | ----- |
| 407    | 88    |
| 408    | 83    |
| 409    | 74    |
| 410    | 79    |
| 411    | 287   |